# 기요카와 사스가
기요카와 사스가(일본어: 清川 流石, 1996년 7월 20일~)는 일본의 축구 선수이다.

## 구단 경력
그는 2019년 J2리그의 에히메 FC에 입단했다. 2021년 일본 지역 리그의 오코시야스 교토 AC로 이적했다. 2022년 아스카 FC로 이적했다.